# COG (banda)
COG es una banda musical de heavy metal y rock alternativo, formada en 1999 en Manila, Filipinas. Los integrantes de la banda producen y componen su propio material y que lo han hecho conocer su estilo musical de manera independiente en su país de origen.

## Historia
COG se remonta a inicios de 1999 cuando los guitarristas Joel Patricio y Perlas Eric comenzaron a escribir sus riffs, con la intención de formar una banda de rock metálico y alternativo. Yagi Olaguera se unió poco después y los tres comenzaron a escribir canciones de sus propias autorías. Unos meses después por debajo de la línea, Alan Po, el baterista de la banda de Funk Wild Waters, se unió a la banda después de escuchar algunas de las canciones. Sus estilos musicales de eléctrico fueron llevados por el roquero Richie Ramos y en el verano de 2000, GOG fue completada. La banda comenzó a tocar en shows en vivo en agosto de 2000 y desde entonces han tocado en diferentes lugares dentro y alrededor de Manila.

## Integrantes
- Eric Perlas - guitarras
- Alan Po - batería
- Yagi Olaguera - voz
- Dylan Pizarro - guitarras
- Richie Ramos - bajo
- Honasan Garon - saxo

## Discografía

### Álbum de estudio
| Artista | Álbum         | Listas | Year | Records       |
| ------- | ------------- | --- | ---- | ------------- |
| COG     | Conflagration | The Sacrifice Will Never Be Enough Dreadnaught Follow Stay Intact Ellipses Filicide Vacant Our Feet Never Touch the Ground Stabbing at the Shoulders of Giants Collapse Birthright Over Conflagration Unbecoming | 2006 | Tower of Doom |
| COG     | Culling       | Dissolve Promethean Illumination This Means War Culling Millipede The Sky Is Falling So Be It The Onus Calliope I Am The Storm From These Ashes Congeal                                                          | 2009 | Tower of Doom |